# Синът на бащата на народите
Синът на Бащата на народите (на руски: Сын отца народов) е многосериен телевизионен филм, създаден в сътрудничество на Русия, Украйна и Беларус. Той разкрива съдбата на Василий Сталин – военен пилот, гуляйджия, женкар и спортист, той е любимия син на съветския лидер Йосиф Висарионович Сталин.

## Сюжет
На 26 години той става генерал-лейтенант. Василий Сталин, по прякор Червения е бил всеобщ любимец на народа, покорител на женските сърца и брилянтен пилот. По време на Великата Отечествена война (1941 – 1945 г.), той извършва 26 бойни полета и сваля 2 нацистки изтребителя. Василий Сталин е бил голям почитател на футбола и хокея. Той е първия човек в Съветския съюз, който е създавал футболни и хокейни отбори на военновъздушните сили. Въобще нищо не е предвещало ужасните събития, които са щели да се случат със сина на бащата на народите. След като баща му – Йосиф Сталин умира на 5 март 1953 г., животът му се променя завинаги. Василий Сталин получава 8-годишна присъда за „антисъветска пропаганда“ и под името Василий Павлович Василев е изпратен за „особено опасни престъпления“ във Владимирский централен затвор. В затвора работи като механик и стругар, а по-късно се разболява тежко. През 1961 г. е изпратен с паспорт като Василий Джугашвили в Казан – град, затворен за чуждестранни граждани, където умира на 40 години на 9 март 1962 г., по официалните версии от алкохолно отравяне.

## Излъчване
Филмът има един сезон, състоящ се от 12 серии. Всяка серия е с продължителност около 56 минути. Официалната премиера на филма е на 19 август 2013 г. В България, филмът е излъчен в ефира на БНТ1, където стартира на 7 септември 2015 г., всеки делничен ден от 22:00. Последният епизод е излъчен на 22 септември. Излъчвал се е и по БНТ 2, БНТ 3 (тогава все още е БНТ HD) и Военен телевизионен канал, както и в ефира на България Он Еър под името – „Синът на Сталин“, от 10 ноември 2016 г., всеки делничен ден от 19:50. Последният епизод на серийния филм е излъчен на 25 ноември. От 12 август 2020 г. започва повторно излъчване по Военен телевизионен канал, всеки делничен ден от 20:00, с повторение на епизода на следващия ден от 14:30. Последният епизод е излъчен на 27 август.

## Актьорски състав
- Гела Месхи – Василий Сталин
- Василий Прокопьев – Василий Сталин (на 15 г.)
- Анатолий Дзиваев – Йосиф Сталин
- Сергей Газаров – Лаврентий Берия
- Марина Ворожищева – Галина Бурдонска
- Мария Андреева – Катя Тимошенко
- Марияна Спивак – Капитолина Василиевна
- Алексей Вертков – Лунков
- Евгений Князев – Волф Месинг
- Анатолий Гущин – Толя Гущин
- Надежда Михалкова – Светлана Сталина
- Юрий Лахин – Николай Власик
- Светлана Колпакова – Любаша Суздалева
- Игор Арташонов – Бровкин
- Виктор Смирнов – Семьон Будьони
- Максим Зъйков – Артьом Сергеев
- Михаил Беспалов – Алексей Каплер
- Александра Чичкова – Алиса
- Сергей Беляев – Георгий Маленков
- Борис Шувалов – Климент Ворошилов
- Сергей Лосев – Никита Хрушчов
- Дмитрий Абазовик – Всеволод Бобров
- Нодар Сирадзе – Яков Джугашвили
- Анна Арланова – Нина
- Алина Булъйнко – Нина Орлова (на 15 г.)